# Blas Galindo
Blas Galindo Dimas (* 3. Februar 1910 in San Gabriel/Jalisco; † 19. April 1993 in Mexiko-Stadt) war ein mexikanischer Komponist.

## Leben
Galindo besuchte ab 1931 das Conservatorio Nacional de Música, wo er Schüler von Carlos Chávez, Candelario Huízar, José Rolón und Manuel Rodríguez Vizcarra war. 1935 gründete er mit José Pablo Moncayo, Salvador Contreras und Daniel Ayala die Grupo de los Cuatro.
1941 war er Assistent beim Berkshire Music Festival in Tanglewood und studierte anschließend mit einem Stipendium der Rockefeller Foundation am Berkshire Music Center bei Aaron Copland. Nach seiner Rückkehr nach Mexiko wurde er 1942 Professor für Komposition und 1947 Direktor des Conservatorio Nacional de Música; er blieb in dieser Funktion bis zu seiner Pensionierung 1962. Er gründete 1961 das Orquesta Sinfónica del Instituto Mexicano del Seguro Social und war 1968 Mitbegründer der Academia de Artes.
1933 wurde Galindos Suite para violín y violoncello am Teatro Colón uraufgeführt. Das Ballett Entre sombras anda el fuego wurde 1940 in der Choreographie von Anna Sokolow aufgeführt; im gleichen Jahr schrieb er für ein Konzert im Museum of Modern Art in New York Los cuatro reales. In der Folgezeit wurden viele seiner Werke in den USA und Europa aufgeführt, und Galindo trat international als Dirigent auf.
Er erhielt für seine Kompositionen zahlreiche Auszeichnungen, u. a. den Premio José Angel Llamas beim zweiten Festival Latinoamericano in Caracas (1957), Preise des Secretaría de Educación Pública und 1980 eine Medaille der Sociedad de Compositores de Jalisco und des Departamento de Turismo für sein kompositorisches Werk.
Unter Galindos über einhundertfünfzig Werken finden sich Orchesterkompositionen, Kantaten, Ballett- und Filmmusiken, kammermusikalische und Vokalwerke.

## Werke
- Suite para violín y violoncello, 1933
- Entre sombras anda el fuego, 1940
- Los cuatro reales, 1940
- Cantata a la Patria, 1946
- La manda, Ballett, 1951
- Raices, Filmmusik, 1955
- Cantata Homenaje a Benito Juárez, 1957
- Concierto para flauta y sinfónica de viento
- Concierto para violoncello y orquesta
- Letanía erótica